# Saison 7 de Shameless
Chronologie
Saison 6 Saison 8
Cet article présente le guide des épisodes de la septième saison de la série télévisée américaine Shameless.

## Distribution

### Acteurs principaux
- William H. Macy (VF : Julien Kramer) : Francis « Frank » Gallagher
- Emmy Rossum (VF : Anne Tilloy) : Fiona Gallagher (Fiona Pfender en saison 5)
- Jeremy Allen White (VF : Thierry D'Armor) : Phillip « Lip » Gallagher
- Cameron Monaghan (VF : Rémi Caillebot) : Ian Gallagher
- Emma Kenney (VF : Kelly Marot) : Debbie « Debs » Gallagher
- Ethan Cutkosky (VF : Hélène Bizot) : Carl Gallagher
- Shanola Hampton (VF : Ilana Castro) : Veronica « Vee » Fisher
- Steve Howey (VF : Olivier Augrond) : Kevin « Kev » Ball
- Isidora Goreshter : Svetlana

### Acteurs récurrents et invités
- June Squibb : Etta[1]
- Sharon Lawrence : Margo[2]
- Alicia Coppola : Sue[3]
- Arden Myrin : New Monica/Delores[3]
- Pasha D. Lychnikoff : Yvan[3]
- Ruby Modine : Sierra[3]
- Zack Pearlman (en) : frère de Sierra, Niell[4]
- Elliot Fletcher : Trevor

## Liste des épisodes

### Épisode 1:Retour au berk-aïe
- États-Unis /  Canada : 2 octobre 2016 sur Showtime[5] / The Movie Network
- France :
  - 5 octobre 2016 sur Canal+ Séries (en VOSTFr)
  - 29 mars 2017 sur Canal+ Séries (en VF)
- Belgique : 2 février 2018 sur Be tv

- États-Unis : 1,25 million de téléspectateurs[6] (première diffusion)

### Épisode 2:Coït sans limite
- États-Unis /  Canada : 9 octobre 2016 sur Showtime / The Movie Network
- France :
  - 12 octobre 2016 sur Canal+ Séries (en VOSTFr)
  - 29 mars 2017 sur Canal+ Séries (en VF)
- Belgique : 2 février 2018 sur Be tv

- États-Unis : 1,11 million de téléspectateurs[7] (première diffusion)

### Épisode 3:Les nouveaux Gallagher
- États-Unis /  Canada : 16 octobre 2016 sur Showtime / The Movie Network
- France :
  - 19 octobre 2016 sur Canal+ Séries (en VOSTFr)
  - 5 avril 2017 sur Canal+ Séries (en VF)

- États-Unis : 1,44 million de téléspectateurs[8] (première diffusion)

### Épisode 4:Gallagher en chaleur
- États-Unis /  Canada : 23 octobre 2016 sur Showtime / The Movie Network
- France :
  - 26 octobre 2016 sur Canal+ Séries (en VOSTFr)
  - 5 avril 2017 sur Canal+ Séries (en VF)
- Belgique : 9 février 2018 sur Be tv

- États-Unis : 1,38 million de téléspectateurs[9] (première diffusion)

### Épisode 5:Les Gallagher en galère
- États-Unis /  Canada : 30 octobre 2016 sur Showtime / The Movie Network
- France :
  - 2 novembre 2016 sur Canal+ Séries (en VOSTFr)
  - 12 avril 2017 sur Canal+ Séries (en VF)
- Belgique : 16 février 2018 sur Be tv

- États-Unis : 1,20 million de téléspectateurs[10] (première diffusion)

### Épisode 6:La défenestration de Frank
- États-Unis /  Canada : 6 novembre 2016 sur Showtime / The Movie Network
- France :
  - 9 novembre 2016 sur Canal+ Séries (en VOSTFr)
  - 12 avril 2017 sur Canal+ Séries (en VF)
- Belgique : 16 février 2018 sur Be tv

- États-Unis : 1,44 million de téléspectateurs[11] (première diffusion)

### Épisode 7:Toute première fois
- États-Unis /  Canada : 13 novembre 2016 sur Showtime / The Movie Network
- France :
  - 16 novembre 2016 sur Canal+ Séries (en VOSTFr)
  - 19 avril 2017 sur Canal+ Séries (en VF)
- Belgique : 23 février 2018 sur Be tv

- États-Unis : 1,33 million de téléspectateurs[12] (première diffusion)

### Épisode 8:Travaux de destruction
- États-Unis /  Canada : 20 novembre 2016 sur Showtime / The Movie Network
- France :
  - 23 novembre 2016 sur Canal+ Séries (en VOSTFr)
  - 19 avril 2017 sur Canal+ Séries (en VF)
- Belgique : 23 février 2018 sur Be tv

- États-Unis : 1,40 million de téléspectateurs[13] (première diffusion)

### Épisode 9:Ouroboros
- États-Unis /  Canada : 27 novembre 2016 sur Showtime / The Movie Network
- France :
  - 30 novembre 2016 sur Canal+ Séries (en VOSTFr)
  - 26 avril 2017 sur Canal+ Séries (en VF)
- Belgique : 2 mars 2018 sur Be tv

- États-Unis : 1,56 million de téléspectateurs[14] (première diffusion)

### Épisode 10:À la vie, à la mort
- États-Unis /  Canada : 4 décembre 2016 sur Showtime / The Movie Network
- France :
  - 7 décembre 2016 sur Canal+ Séries (en VOSTFr)
  - 26 avril 2017 sur Canal+ Séries (en VF)

- États-Unis : 1,60 million de téléspectateurs[15] (première diffusion)

### Épisode 11:Et ils vécurent heureux...
- États-Unis /  Canada : 11 décembre 2016 sur Showtime / The Movie Network
- France :
  - 14 décembre 2016 sur Canal+ Séries (en VOSTFr)
  - 3 mai 2017 sur Canal+ Séries (en VF)
- Belgique : 9 mars 2018 sur Be tv

- États-Unis : 1,58 million de téléspectateurs[16] (première diffusion)

### Épisode 12:Requiem pour une salope
- États-Unis /  Canada : 18 décembre 2016 sur Showtime / The Movie Network
- France :
  - 21 décembre 2016 sur Canal+ Séries (en VOSTFr)
  - 3 mai 2017 sur Canal+ Séries (en VF)
- Belgique : 9 mars 2018 sur Be tv

- États-Unis : 1,72 million de téléspectateurs[17] (première diffusion)

## Audiences aux États-Unis
| N° d'épisode | Titre original                                            | Titre français             | Chaîne   | Date de diffusion originale | États-Unis (en millions de téléspectateurs) |
| ------------ | --------------------------------------------------------- | -------------------------- | -------- | --------------------------- | ------------------------------------------- |
| 1            | Hiraeth                                                   | Retour au berk-aïe         | Showtime | 2 octobre 2016              | 1,25                                        |
| 2            | Swipe, Fuck, Leave                                        | Coït sans limite           | Showtime | 9 octobre 2016              | 1,11                                        |
| 3            | Home Sweet Homeless Shelter                               | Les nouveaux Gallagher     | Showtime | 16 octobre 2016             | 1,44                                        |
| 4            | I Am a Storm                                              | Gallagher en chaleur       | Showtime | 23 octobre 2016             | 1,38                                        |
| 5            | Own Your Shit                                             | Les Gallagher en galère    | Showtime | 30 octobre 2016             | 1,20                                        |
| 6            | The Defenestration of Frank                               | La défenestration de Frank | Showtime | 6 novembre 2016             | 1,44                                        |
| 7            | You'll Never Ever Get a Chicken in Your Whole Entire Life | Toute première fois        | Showtime | 13 novembre 2016            | 1,33                                        |
| 8            | You Sold Me the Laundromat, Remember?                     | Travaux de destruction     | Showtime | 20 novembre 2016            | 1,40                                        |
| 9            | Ouroboros                                                 | Ouroboros                  | Showtime | 27 novembre 2016            | 1,56                                        |
| 10           | Ride or Die                                               | À la vie, à la mort        | Showtime | 4 décembre 2016             | 1,60                                        |
| 11           | Happily Ever After                                        | Et ils vécurent heureux... | Showtime | 11 décembre 2016            | 1,58                                        |
| 12           | Requiem for a Slut                                        | Requiem pour une salope    | Showtime | 18 décembre 2016            | 1,72                                        |